# Clifford Brown
Clifford Benjamin Brown (Wilmington, Delaware, 30 d'octubre de 1930 - Pennsilvània, 26 de juny de 1956) va ser un trompetista de jazz i compositor nord-americà. Va ser un músic emmarcat dins del bebop, sobretot en el corrent del hard bop. Va morir en un accident de trànsit.

## Biografia

### Descoberta de la trompeta
Últim dels vuit nens de la família Brown, i en la qual el pare somiava en tenir un fill músic de jazz, Clifford no va començar a tocar la trompeta de forma seriosa fins als 14 anys. El seu pare li va regalar una trompeta pel seu aniversari, que tenia en un calaix per si de cas, però que va començar a atreure l'atenció de l'adolescent uns anys més tard.
El 1944, Clifford Brown comença a seguir curs d'un trompetista local molt dotat, Robert «Boysie» Lowery, amic de Dizzy Gillespie. A l'edat de quinze anys, Clifford, sent estudiant de l'institut, aprofundeix amb Lowery en els seus coneixements musicals de manera intensiva a la Howard High School, iniciant-se també amb el piano, el vibràfon i al contrabaix.

### Estudis
Entre la tardor de 1947 i la primavera 1948 comença una sèrie de jam sessions on tots els músics aficionats venen mesurar-se a Brownie. Durant l'any 1948, es trobarà amb Miles Davis i Fats Navarro durant desplaçaments a Philadelphia (Philly). A l'estiu de 1949, l'Orquestra de Gillespie s'anuncia a Wilmington. Els faltava una trompeta a la big band, Benny Harris. Robert Lowery proposa llavors Clifford Brown per reemplaçar-lo. Després d'aquest concert, Clifford Brown decideix deixar el Delaware State College per entrar al Maryland State College que gaudia d'un prestigi molt més gran.

### Primer grup
Ben abans de tornar a la gran escena, Clifford Brown constitueix el seu primer grup de jazz:
- Al saxo alto: John Joyner
- Al piano: Hasaan Ali
- A la bateria: William Armstrong
- Al contrabaix: Steve Davis

### Trobades i primers enregistraments
De concerts en jam sessions, Clifford Brown toca durant l'any 1949 amb nombroses personalitats del jazz, entre les quals hi ha Jay Jay Johnson i Kenny Dorham. També s'aproparà Red Rodney, el trompetista de Charlie Parker. El 1950, un primer accident de cotxe el deixa immòbil durant un any i mig.
Un cop restablert, el 1952, grava per primer cop amb el combo de Chris Powell tant de pianista com de trompetista del grup. Al 1953, efectua un breu passatge en una gravació de Jimmy Heath en el qual es fixa Tadd Dameron. Aquest últim li demana de gravar amb ell amb la discogràfica Prestige. És també en aquest període en el qual comença a gravar sota el seu nom amb la discogràfica Blue Note acompanyat de Gigi Gryce, Charlie Rouse, Percy Heath i Art Blakey. Acompanya també Dinah Washington en algunes gravacions.

### Gira europea
Durant l'any 1953, Lionel Hampton afegeix Clifford Brown en una gira europea que fa la Big Band del vibrafonista. A Estocolm, el 13 o 14 de setembre, després d'un dels concerts oficials del Big Band Hampton, Clifford participa en un primer enregistrament clandestí (el contracte dels músics estipulava que no podien fer cap gravació sense la coneixença de Lionel Hampton durant la gira) amb alguns dels músics de Hampton (Quincy Jones, Gigi Gryce, Jimmy Cleveland, Art Farmer, George Wallington). L'enregistrament es fa en companyia de l'elit de músics escandinaus (els saxophonistes Arne Domnérus, Lars Gullin, el pianista Bengt Hallberg, el trombonista Åke Persson i el contrabaixista Gunnar Johnson).
L'esdeveniment es reprodueix a París amb certs membres del Quintette del Hot Club de França, després del concert de clausura de la big band a l'École normale, la nit del 27 al 28 de setembre. Jimmy Cleveland i la quasi-totalitat de l'orquestra de Lionel Hampton es troben en companyia de les trompetistes Fernand Verstraete, Fred Gérard, dels saxofonistes Henry Bernard, Henry Jouot, del contrabaixista Pierre Michelot i del pianista Henri Renaud per un nou enregistrament pirata publicat a la discogràfica Vogue. De retorn a Nova York, Lionel i Gladys Hampton fan fora a Clifford Brown de l'orquestra.
Enrolat per Art Blakey al si dels seus Jazz Messengers l'any 1954, participa entre d'altres en un enregistrament memorable al Birdland, el 21 de febrer de 1954.

### L'època Max Roach
Sis setmanes després de la seva trobada amb Max Roach, Clifford Brown forma el famós quintet del qual fan també formen part Teddy Edwards, Harold Land i finalment Sonny Rollins al saxo, Carl Perkins, Richie Powell (germà de Bud Powell) al piano, i George Bledsoe i després George Morrow al contrabaix. Hi va començar a col·laborar en un concert al Tiffany Club de Hollywood (a menys que aquest no sigui al Pasadena Civic Auditorium" de Los Angeles, ja que no és del tot clar).
Paral·lelament als primers enregistraments del quintet, participa en dues sessions en companyia de West-coasters de renom: Zoot Sims, Bob Gordon, Russ Freeman, Shelly Manne, Herb Geller, Kenny Drew, Walter Benton, i a altres jam sessions ...
Al final de 1954, acompanya Sarah Vaughan en el disc "S.V. sings" i Helen Merrill a "Helen Merrill with Quincy Jones".
Els seus últims enregistraments a l'estudi es fan el 22 de març de 1956 amb Sonny Rollins, per l'àlbum "Sonny Rollins Més 4". El segueixen dos enregistraments "live" amb Max Roach, i una última jam session en companyia de músics locals després d'una brillant jam session al "Music City Club", a Filadèlfia, el 25 de 25 de 25
La mateixa nit, Brown i Powell prenen la Pennsylvania Turnpike per anar a Chicago en un cotxe conduït per Nancy, la dona de Richie. Sota la pluja batent, aquesta perd el control del vehicle i surt de la carretera. Cap dels tres ocupants no va sobreviure a l'accident.
Ha estat evocat en la 187a dels 480 records citats de Georges Perec, en el seu text Me'n recordo.

## Estil
Clifford Brown és apreciat pel seu lirisme i per les seves frases llargues, però alhora molt melòdiques. Es sol comparar el seu so molt abundant d'aire al de Fats Navarro.
Ha inspirat de nombrosos trompetistes posteriors, com Freddie Hubbard, Lee Morgan o Wynton Marsalis. Malauradament no queden gaires gravacions dels seus concerts (concerts, jams, studios...). Per culpa de la seva curta carrera se l'ha oblicat una mica.
Era un acompanyant amb una orella molt atenta, que solia respondre a les frases dels seus consegüents i com a solista utilitzava mitjans molt tècnics per a posar-se en situacions d'alta dificultat sempre executant-ho amb una gran perfecció. Es pot comptar com un dels principals pilars del jazz i de la trompeta.

## Discografia
- New Star On The Horizon (Blue Note 1953)
- Clifford Brown Quartet (Blue Note 1954)
- Clifford Brown & Max Roach (Emarcy 1954)
- Brown And Roach Incorporated (Emarcy 1954)
- Clifford Brown (& M.Roach): Caravan (Mercury 1954)
- Clifford Brown With Strings (Emarcy 1955)
- Study In Brown (Emarcy 1955)
- The Clifford Brown Ensemble (Pacific Jazz 1955)
- Clifford Brown All-Stars (Emarcy 1956)
- Clifford Brown Memorial Album (Blue Anota 1956)
- Clifford Brown & Max Roach At Basin Street (Emarcy 1956)
- Sonny Rollins Plus Four (Prestige 1956)
- Pura Genius 1956 recording (Elektra 1982)
- Clifford Brown - joy spring (Harmonia Mundi 2006)